# یله فان خورکوم
یله فان خورکوم (هلندی: Jelle van Gorkom؛ زادهٔ ۵ ژانویهٔ ۱۹۹۱) دوچرخه‌سوار بی‌ام‌اکس اهل هلند است.
وی در مسابقات کشوری و بین‌المللی در مجموع برندهٔ ۱ مدال نقره شده‌است.